# 薛桂芳
薛桂芳（1913年—1989年），女，甘肃酒泉人，中国石油工人，全国三八红旗手，曾任大庆市政协副主席，第五届全国政协委员。